# Villiersdorp
Villiersdorp ist eine südafrikanische Stadt in der Gemeinde Theewaterskloof, Distrikt Overberg, Provinz Westkap in einer Höhe von 466 Meter über dem Meeresspiegel. 2011 hatte die Stadt 10.004 Einwohner. Franschhoek ist 32 Kilometer, Worcester 63 Kilometer und Kapstadt 96 Kilometer entfernt.

## Geschichte
Gegründet wurde die Stadt 1843 durch Pieter De Villiers, auf dessen Farm die ersten Gebäude errichtet wurden. Bedingt durch die schlechte Straßen- und Eisenbahnanbindung entwickelte sich die Stadt in den ersten Jahrzehnten nur langsam. Elektrifiziert wurde sie erst 1928 durch den Bau eines Wasserkraftwerkes.
Die Familie De Villiers hat bis heute eine tragende Rolle in der Geschichte der Gemeinde. Sir David Pieter de Villiers Graaff, war ab 1891 Bürgermeister von Kapstadt. Er gründete 1907 die De Villiers Graaff High School mit der Schenkung des Grundstückes und einer Spende von 50.000 Pfund. Sein Sohn wurde 1957 Oppositionsführer im Parlament. Haupteinnahmequelle der Stadt sind die umliegenden Obstplantagen und in geringem Umfang der Weinanbau. Die Stadt ist Teil der Worcester Wine Route. Der Villiersdorp Wine Cellar wurde 1922 gegründet und ist der älteste in der Overbergregion.

## Sehenswürdigkeiten
Der Theewaterskloof-Stausee ist mit rund 52 Quadratkilometern Fläche der siebtgrößte Stausee von Südafrika. Er wurde am 24. April 1982 eröffnet.
Das Naturschutzgebiet Villiersdorp Wild Flower Garden and Nature Reserve umfasst 530 Hektar Fynbos-Vegetation. Es gibt eine große Anzahl von Silberbaumgewächsen, darunter Leucospermum, sowie Erica-Spezies; außerdem sind bisher 60 Protea-Arten dort bekannt. 130 Pflanzenarten sind endemisch. Über 70 Vogelarten können beobachtet werden, darunter Kaphonigfresser, Nektarvögel, Schnäpperwürger, Bokmakiri, Brillenvögel, Kapfrankolin, Perlhühner und Fliegenschnäpper.